# Jardin d'immeubles de la Rue-de-la-Marseillaise
Le jardin d'immeubles de la Rue-de-la-Marseillaise est un espace vert du 19e arrondissement de Paris, en France.

## Situation et accès
Le jardin est accessible par le 21, avenue de la Porte-Chaumont.
Il est desservi par la ligne 5 aux stations Porte de Pantin et Hoche et par la ligne 3b du tramway d'Île-de-France à la station Porte de Pantin-Parc de la Villette.

## Origine du nom
Il doit son nom à la proximité de la rue de la Marseillaise.

## Historique
Le jardin est créé en 1972.